# Афанасій Нікітін
Микитин (Нікі́тін) Афана́сій (рос. Афонасий Микитин сын, ? — 1475) — купець, мандрівник, письменник, автор знаменитих подорожніх записок «Ходіння за три моря», можливо, родом з Поділля.
Здійснив у 1468—1474 роках (датування Л. С. Семенова) або у 1466—1472 роках (датування І. І. Срезневського) подорож до Персії, Індії та Османської імперії. Склав опис цієї подорожі — книгу «Ходіння за три моря», в якій описав свої спостереження про політичний устрій, економіку та культуру цих далеких країн.

## Суржик і суміш релігій у записках Афанасія
Записки Афанасія вказують на його знайомство з татарською мовою і з ісламом. Як приклад можна навести наступний уривок: